# Quỹ đạo hyperbol
Quỹ đạo hyperbol là quỹ đạo lệch tâm. Một vòng tròn hoàn hảo có độ lệch tâm bằng 0. Quỹ đạo hình elip của nhiều hành tinh, tiểu hành tinh và sao chổi có độ lệch tâm trong khoảng giữa 0 và 1. Sao chổi C/2019 Q4 (Borisov) có độ lệch tâm là 3,2 dựa trên những quan sát hiện nay.
Nhà quan sát nghiệp dư Gennady Borisov chú ý tới sao chổi này hôm 30/8 ở Đài quan sát Vật lý thiên văn Crimea ở Bakhchysarai. Khi đó, C/2019 Q4 (Borisov) ở cách Mặt Trời ba đơn vị thiên văn (khoảng 450 triệu km).
'Oumuamua, phát hiện vào ngày 19/10/2017, lúc đầu được phân loại là sao chổi dựa trên đường bay hình hyperbol của nó. Nhưng những quan sát sau đó không tìm thấy dấu hiệu của coma, lớp khí bao quanh nhân sao chổi. Ngược lại, C/2019 Q4 (Borisov) là một sao chổi đang hoạt động với coma và phần đuôi có thể quan sát rõ.
Khác với thiên thể 'Oumuamua nhỏ và mờ, C/2019 Q4 (Borisov) có vẻ khá lớn, rộng 20 km và rất sáng. 'Oumuamua được theo dõi sau khi nó đến gần Mặt Trời nhất (điểm cận nhật), do đó kết quả quan sát không đủ rõ để giới thiên văn học trả lời nhiều câu hỏi. Tuy nhiên, C/2019 Q4 (Borisov) vẫn đang tới gần hệ Mặt Trời và sẽ không đến điểm cận nhật trước ngày 10/9.
Trung tâm Tiểu hành tinh kêu gọi các nhà thiên văn học tiếp tục quan sát vật thể trong ít nhất 12 tháng. Phát hiện này mang đến cho họ cơ hội thú vị để tìm hiểu đặc điểm của vật thể nhiều khả năng đến từ ngôi sao xa xôi.